# Jordens bön
Jordens bön (engelska: I Am Your Mother "Earth Prayer") är en nyzeeländsk psalm skriven 1993 av Shirley Erena Murray. Musik skrevs 1994 av tonsättaren och prästen Per Harling, som även översatte texten till svenska år 1995. Texten bygger på Första Moseboken 2:15 och Joel 2:21-23.

## Publicerad i
- Hela världen sjunger som nummer 115.[1]
- Verbums psalmbokstillägg 2003 som nummer 786 under rubriken "Tillsammans i världen".[1]